# Nắp ấm
Nắp ấm hay còn gọi bình nước Trung bộ (danh pháp khoa học: Nepenthes anamensis) là loài thực vật có hoa thuộc họ Nepenthaceae được Macfarl. mô tả khoa học lần đầu năm 1908. Nắp ấm có phân bổ sinh thái ở bán đảo Đông Dương, trước đây nhiều tài liệu gộp vào loài N.mirabilis nhưng sau nhiều cuộc thảo luận thì loài này được xếp độc lập và ở danh sách những loài còn thiếu thông tin.